# Philodendron aureimarginatum
Philodendron aureimarginatum är en kallaväxtart som beskrevs av Thomas Bernard Croat. Philodendron aureimarginatum ingår i släktet Philodendron och familjen kallaväxter. Inga underarter finns listade.